# 阿勒坛
阿勒坛·斡惕赤斤（12世纪—1204年），乞颜部孛儿只斤氏，12世纪蒙古首领合不勒汗的孙子，忽图剌的幼子，成吉思汗的族叔。
1180年代，他率领部属离开札木合投附铁木真，1189年与乞颜氏贵族忽察尔、撒察别乞、泰出等宣誓拥戴铁木真为汗。十三翼之战，他作为铁木真方面的第十一古列延。1202年春，阿勒坛随铁木真出征塔塔儿诸部，与忽察尔等不遵军令，任意掠夺战利品，铁木真下令没收他们夺取的战利品。于是，阿勒坛等背叛铁木真，投奔王汗。1203年，克烈部王汗被歼灭后，阿勒坛等投奔到乃蛮太阳汗。1204年，乃蛮部被征服后，阿勒坛被铁木真擒获处死。